# Емилий Юст
Емилий Юст (на гръцки: Αιμιλιου Ιουστου; на латински: Aemilius Justus) е римски управител (legatus Augusti pro praetore Thraciae) на провинция Тракия по времето на август Комод около 180 г. Произхожда от знатния римски род Емилии.
Участва в издаването на монетни емисии чрез градската управа на Хадрианопол (дн. Едирне). Името му е известно и от надпис от Марцианопол (дн. гр. Девня, по това време част от провинция Тракия).